# 584 (numero)
Cinquecentottantaquattro (584) è il numero naturale dopo il 583 e prima del 585.

## Proprietà matematiche
- È un numero pari.
- È un numero composto.
- È un numero difettivo.
- È un numero intoccabile.
- È un numero rifattorizzabile.
- È parte delle terne pitagoriche (384, 440, 584), (438, 584, 730), (584, 1095, 1241), (584, 5313, 5345), (584, 10650, 10666), (584, 21312, 21320), (584, 42630, 42634), (584, 85263, 85265).

## Astronomia
- 584 Semiramis è un asteroide della fascia principale del sistema solare.
- NGC 584 è una galassia ellittica della costellazione della Balena.

## Astronautica
- Cosmos 584 è un satellite artificiale russo.